# Jewgienija Zinurowa
Jewgienija Grigorjewna Zinurowa (ros. Евгения Григорьевна Зинурова; ur. 16 listopada 1982 w Złatouście) – rosyjska lekkoatletka specjalizująca się w biegu na 800 metrów.
W 2010 uplasowała się na szóstej pozycji halowego czempionatu globu, a w 2011 została halową mistrzynią Europy. Stawała na podium mistrzostw Rosji.
W 2011 została zdyskwalifikowana na 2 lata za stosowanie niedozwolonego dopingu (do 12 września 2013). Zawodniczce odebrano złoty medal halowego czempionatu Europy.
Rekordy życiowe: stadion – 1:58,04 (17 lipca 2008, Kazań); hala – 1:58,65 (14 lutego 2010, Moskwa).

## Osiągnięcia
| Rok  | Impreza                   | Miejsce | Lokata     | Wynik |
| ---- | ------------------------- | ------- | ---------- | ----- |
| 2010 | Halowe mistrzostwa świata | Doha    | 6. miejsce | DSQ   |
| 2011 | Halowe mistrzostwa Europy | Paryż   | 1. miejsce | DSQ   |